# TimeSplitters
TimeSplitters — видеоигра в жанре шутер от первого лица, была разработана студией Free Radical Design (ныне известная как Crytek UK) и издана компанией Eidos на консоли PlayStation 2 26 октября 2000 года. Это первая игра в одноимённой серии. Сюжет игры строится вокруг концепции путешествий во времени, режим истории (Story Mode) охватывает временной отрезок в 100 лет.
В 2002 году вышло продолжение игры, под названием TimeSplitters II.

## Разработка и издание
В феврале 1999 года несколько членов команды разработчиков игр GoldenEye 007 и Perfect Dark — в том числе Дэвид Доак, Стив Эллис, Карл Хилтон и Грэм Норгейт — покинули легендарную Rare чтобы сформировать собственную компанию Free Radical Design, новоиспеченная игровая студия стала базироваться в Ноттингеме. TimeSplitters стал первым проектом команды Free Radical Design, в разработке приняло участие восемнадцать человек. Грэм Норгейт сочинил музыку для игры.
Дэвид Доук, дизайнер TimeSplitters, отмечал, что команда сосредоточилась на «экшен-составляющей геймплея, но в игре также присутствуют много других элементов», также он заявил, что игра будет «использовать аналоговое управление на DualShock 2 и все его элементы будут полностью настраиваемые». Дополнительно, команда разработчиков включала функцию сохранения профиля в системе, которая сохраняла профиль и индивидуальные предпочтение игрока на карту памяти. Из-за ограничений аппаратных средств PlayStation 2, Стив Эллис объяснил, что «сплит-скрин многопользовательской игры на четырёх игроков, работающий на хорошей частоте кадров, проблема на любой игровой консоли, и PS2 не исключение». Команда не использовала сглаживание для TimeSplitters, поскольку это бы резко уменьшило частоту кадров. Для создания TimeSplitter была использована модифицированная версия движка GoldenEye 007, который был написан на Си.
TimeSplitters была выпущена 23 октября 2000 года и 24 ноября 2000 года в Северной Америке и Европе соответственно, она вошла в стартовую линейку игр для PlayStation 2. Игра была переиздана 8 марта 2002 года, в версии — «Платиновое издание».

## Оценки и мнения
| Сводный рейтинг    | Сводный рейтинг                                                          |
| Агрегатор          | Оценка                                                                   |
| ------------------ | ------------------------------------------------------------------------ |
| GameRankings       | 84,44 %                                                                  |
| Metacritic         | 81 out of 100                                                            |
| Иноязычные издания |                                                                          |
| Издание            | Оценка                                                                   |
| GamePro            | 5 из 5 звёзд · 5 из 5 звёзд · 5 из 5 звёзд · 5 из 5 звёзд · 5 из 5 звёзд |
| GameRevolution     | C                                                                        |
| GameSpot           | 8,4/10                                                                   |
| IGN                | 8,6/10                                                                   |

Игра получила в основном положительные отзывы от критиков, средние оценки от сайтов GameRankings и Metacritic составляют 84% и 81% баллов соответственно.